# Pepita Jiménez
Pepita Jiménez – debiutancka powieść hiszpańskiego pisarza Juana Valery, po raz pierwszy wydana w 1874 roku.

## Fabuła
Akcja powieści toczy się w małej miejscowości andaluzyjskiej w XIX wieku. Luis de Vargas, młody seminarzysta, powraca do rodzinnej wioski po studiach w wielkim mieście. Będąc absolwentem seminarium a ponadto synem kacyka wzbudza podziw i uznanie mieszkańców wioski. Znajome kobiety pragną się nim zajmować i uznają go za świętego. W czasie pobytu w wiosce, młodzieniec pewny swego powołania pragnie skupić się na dalszym rozwoju duchowym i przygotowaniu się do kapłaństwa. Z drugiej jednak strony jego ojciec dba o to, by chłopak poznał również rozrywki jakie oferuje tutejsze życie. Luis początkowo niechętnie uczy się zwyczajów i krytykuje zacofanie wiejskiej ludności. Zachowanie prostych ludzi razi młodzieńca, który powrócił ze studiów. Z biegiem czasu docenia jednak niektóre umiejętności, jakie posiada to społeczeństwo, przekonuje się do nich i pragnie im dorównać. Najsilniejszym przeżyciem dla Luisa jest poznanie młodej wdowy Pepity Jiménez, która cieszy się szacunkiem i pochlebnymi opiniami w całej wsi. Jest to piękna dziewczyna, która została wydana za mąż za starszego człowieka z polecenia swojej matki. Posłuszna i pełna pokory Pepita godzi się z losem i wiernie opiekuje swoim mężem aż do jego śmierci. Po zostaniu wdową toczy pełne skromności i dobra życie. Od momentu poznania się Luisa i Pepity, dziewczyna wywiera wielki wrażenie na młodym człowieku, który wcześniej przebywał w samotności otaczając się książkami. Luis towarzyszy Pepicie w codziennych spacerach i spotkaniach towarzyskich. Stopniowo para poznaje się i zakochuje w sobie. Początkowo Luis broni się przed tym uczuciem, pragnąc zachować wierność zasadom, które przyjął w życiu. Chce również być pokorny wobec ojca, któremu wcześniej spodobała się młoda Pepita i który planował prosić dziewczynę o rękę. Po wielkiej walce wewnętrznej, rozterkach między wyborem drogi życiowej, miłość i naturalna chęć bycia szczęśliwym zwyciężają. Luis przyznaje przed samym sobą i ojcem, że pragnie być z Pepitą. Ojciec Luisa, mimo że sam pragnął poślubić Pepitę, zaskakująco godzi się z tym, że dziewczyna wybrała jego młodego syna i cieszy się z ich szczęścia.

## Cechy i przesłanie utworu
Pepita Jiménez jest to realistyczna powieść składająca z wprowadzenia przez autora  (Nescit labi virtus), pierwszej i trzeciej części epistolarnej oraz drugiej narracyjnej. Z lekką ironią autor ukazuje wyidealizowaną wizję ówczesnego społeczeństwa wraz z barwnymi opisami przyrody i bogatym przedstawieniem zwyczajów życia codziennego w Andaluzji. W powieści autor dokonuje obserwacji rozwoju psychologicznego postaci, przedstawiając nam bogatą analizę uczuć i przemyśleń bohaterów. W czasie całego pobytu główny bohater pisze regularnie listy do swojego wuja, w których możemy zaobserwować stopniowy rozwój, dylematy aż w końcu wyzwolenie głównego bohatera i pogodzenie się z powołaniem do zwyczajnej ludzkiej miłości. Jest to wielka próba utrzymania zasad religijnych w walce z pasją, młodością i ludzkimi odruchami poszukiwania szczęścia. Poprzez listy pisane przez bohatera pisarz wychwala przyrodę tego regionu, zwyczaje i tradycje ludności andaluzyjskiej.

## Opinie krytyków
Powieść po wydaniu została oceniona przez niektórych krytyków jako niemoralna, jednak styl pisania jest wyjątkowo subtelny, przyjemny często też żartobliwy przez co książka osiągnęła wielki sukces w Hiszpanii i następnie została przetłumaczona na 10 języków. Tematy poruszane przez autora mogą wydać się przyziemne, akcja prosta i krótka jednak przybliżenie obrazu Andaluzji poprzez opisy natury oraz analiza psychologiczna bohatera ukazują prawdziwy talent i kunszt pisarza.